# Клоке, Ипполит

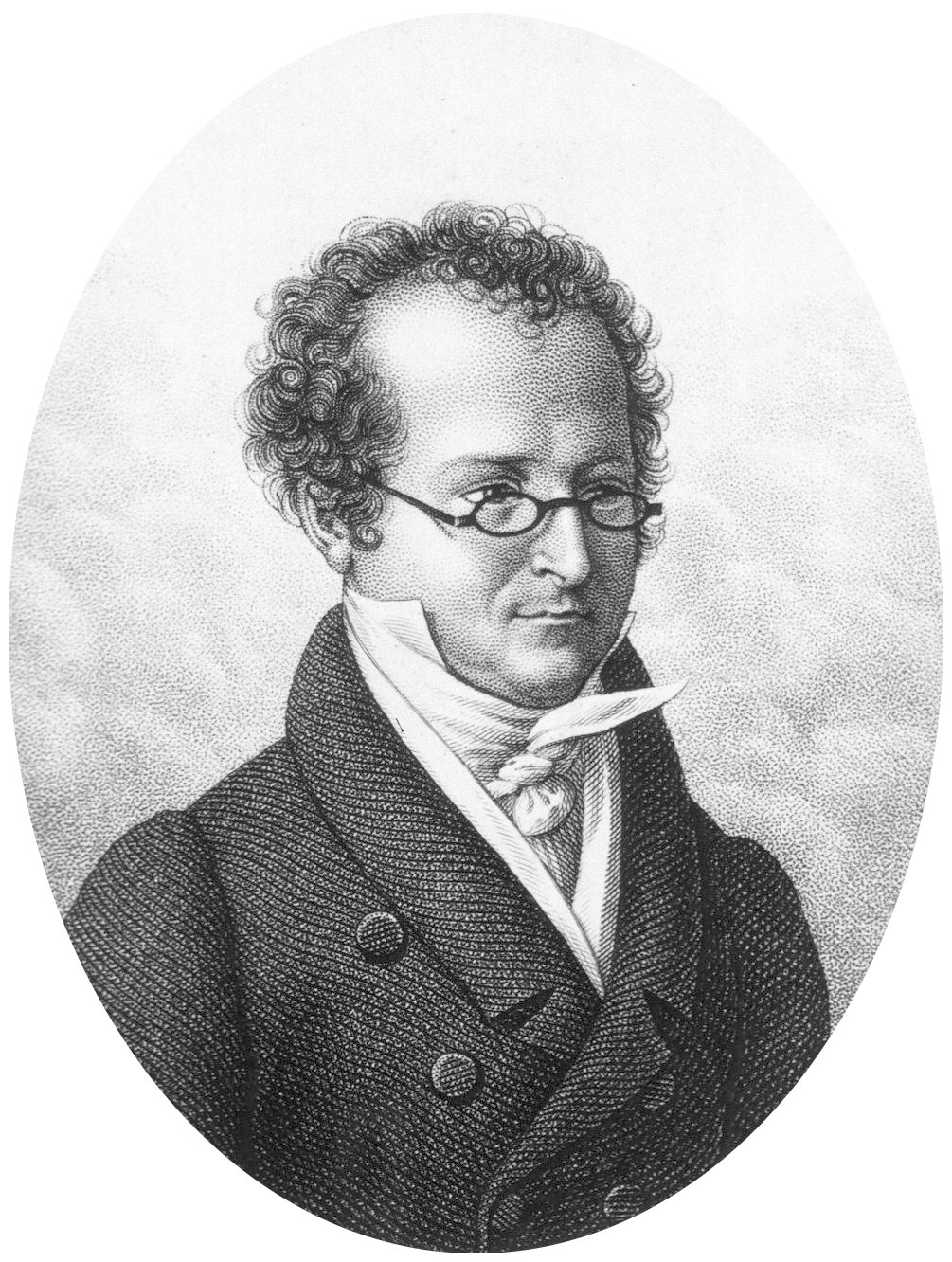
Hippolyte Cloquet

Ипполит Клоке (фр. Hippolyte Cloquet; 1787, Париж, — 3 марта 1840) — французский учёный-медик. Брат Жюля Жермена Клоке. Автор ряда исследований и учебников по анатомии, а также значительного «Трактата о запахах» (фр. Osphraesiology: ou Traité des Odeurs, 1821). В 1829 году провел в присутствии членов французской Академии медицины операцию груди у загипнотизированного пациента. Именем Клоке назван один из ганглиев носонёбного нерва.
Его сын Луи Клоке (фр. Louis Cloquet; 1818—1856) был лейб-медиком персидского шаха, организовал в Тегеране медицинскую школу.